# 布羅寧欽肯山

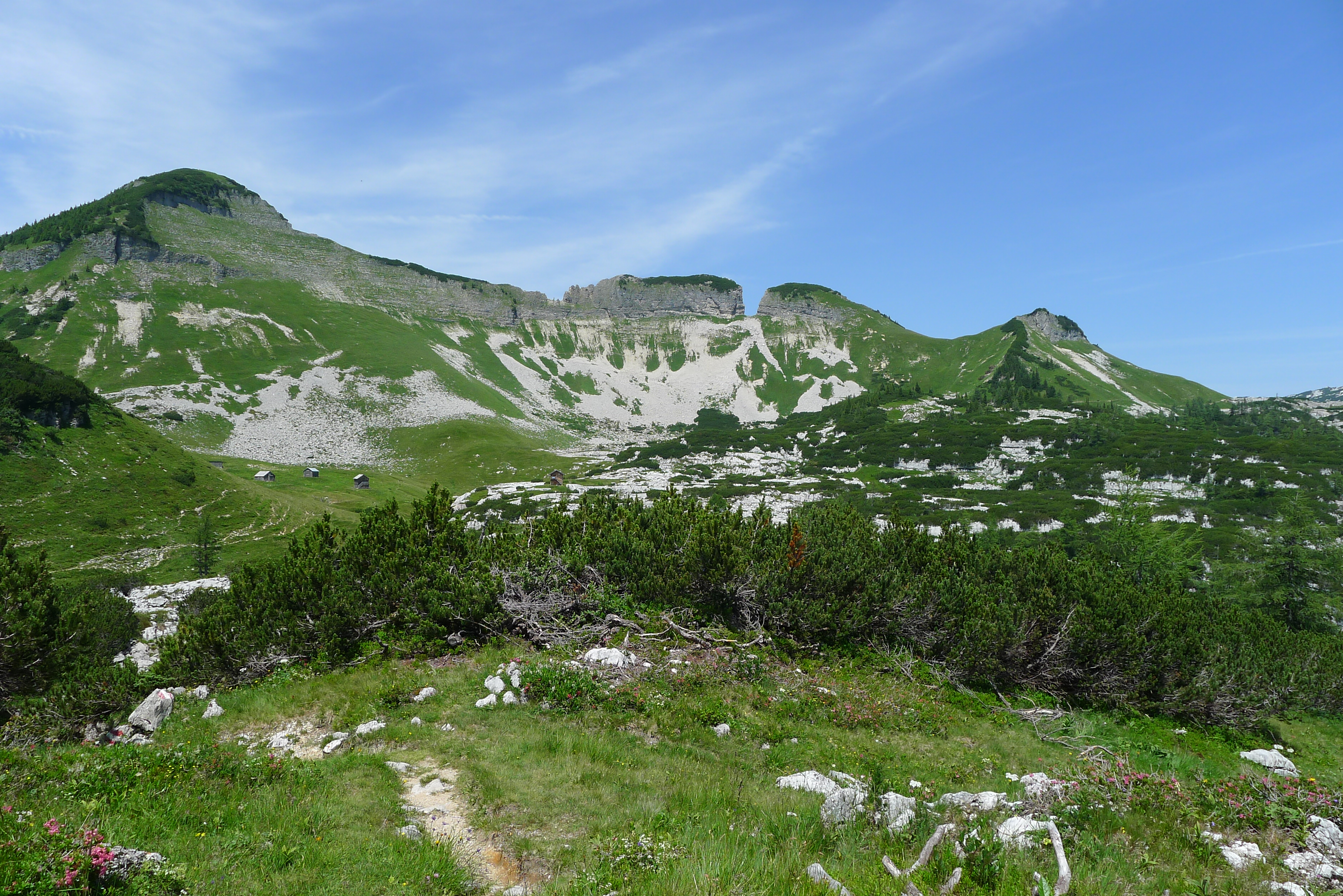

47°40′31″N 13°47′32″E / 47.675363°N 13.792235°E
布羅寧欽肯山（德語：Bräuningzinken），是奧地利的山峰，位於該國中部，由施泰爾馬克州負責管轄，屬於托特斯山脈的一部分，海拔高度1,899米，每年平均降雨量1,801毫米。